# سارة إليوت
سارة إليوت (4 يناير 1982 بملبورن في أستراليا - ) (بالإنجليزية: Sarah Elliott)‏ هي لاعبة كريكت أسترالية. شاركت مع منتخب أستراليا الوطني للكريكت. أما مع النوادي، فقد لعبت مع Victoria women's cricket team ‏.

## وصلات خارجية
- سارة إليوت على موقع إي آس بي آن كريك إنفو (الإنجليزية)